# Parco Dubini
Il parco Dubini è un parco urbano italiano situato a Caltanissetta, in Sicilia. Con una superficie di oltre 4 ettari, rappresenta uno dei principali polmoni verdi della città, insieme alla Villa Amedeo e alla Villa Cordova. È considerato uno dei parchi cittadini più estesi della Sicilia.

## Storia
Originariamente, l'area del parco faceva parte di un vasto giardino di circa 76 ettari appartenente al conte Ignazio Testasecca, uno degli imprenditori più influenti nella storia di Caltanissetta nel XIX secolo. Il giardino si estendeva dalla residenza del conte, situata a circa 200 metri dall'attuale parco, fino all'area oggi occupata dal Parco Dubini.
Dopo la morte del conte, la villa fu venduta alla famiglia Benza, e gran parte del giardino fu suddiviso e venduto a privati. L'unica porzione rimasta intatta è quella che oggi costituisce il Parco Dubini, frequentato dai cittadini per attività ricreative e momenti di relax.
Nel 1933, all'interno dell'area, fu inaugurato il Sanatorio Dubini, intitolato al dermatologo milanese Angelo Dubini, noto per la scoperta dell’anchilostoma duodenale nel 1838. Il sanatorio fu visitato anche da Benito Mussolini nel 1937 e, secondo alcune fonti, ospitò Giorgio La Pira, futuro sindaco di Firenze.
Dopo decenni di abbandono, il parco è stato riaperto al pubblico nel maggio 2017, grazie a un intervento di riqualificazione promosso dall’Azienda Sanitaria Provinciale (ASP) di Caltanissetta.

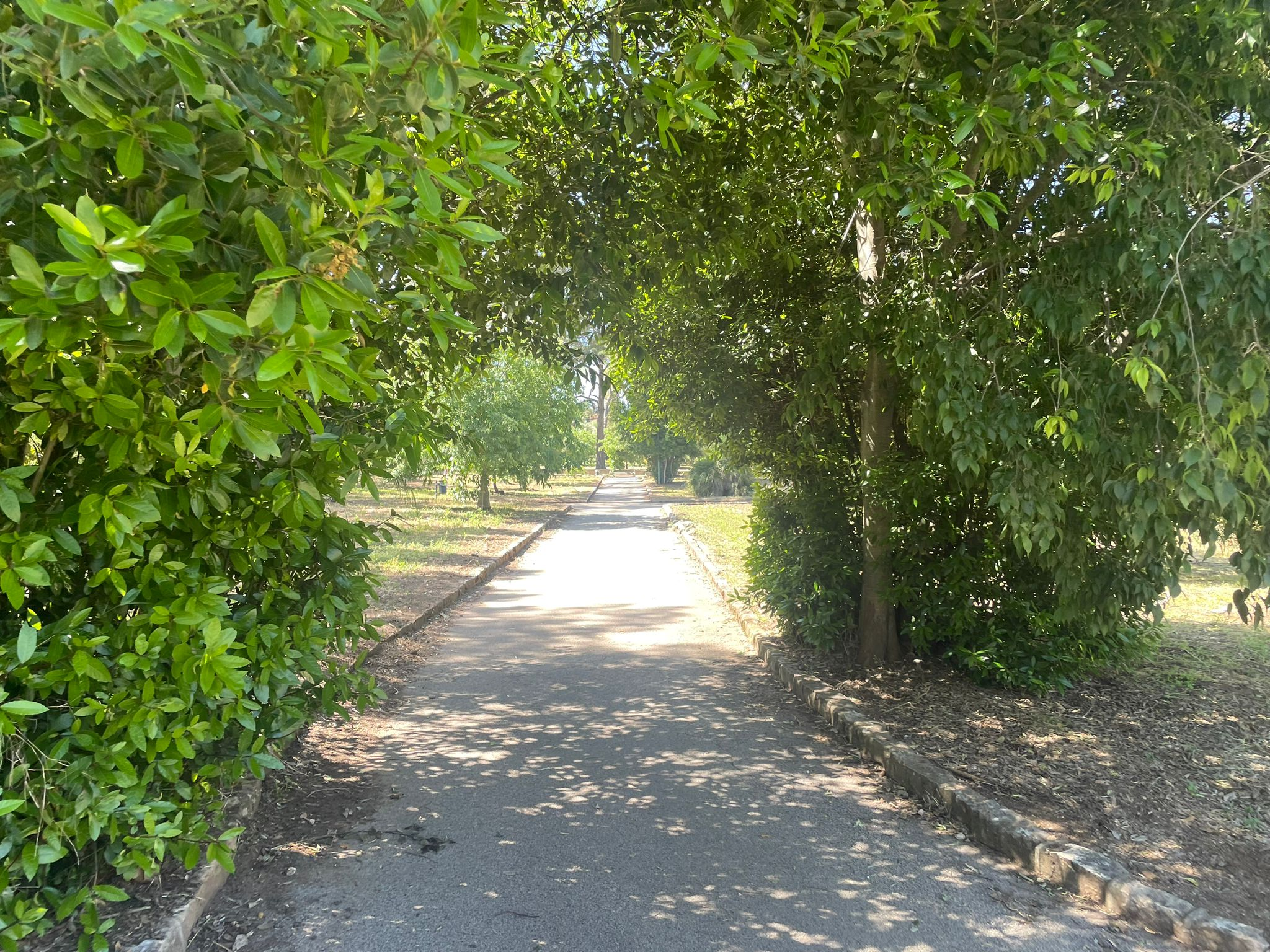
Un'area del Parco durante la primavera

## Caratteristiche
Il Parco Dubini si trova sulla collina di Sant'Elia, nota per la sua salubrità e ventosità.
Questo rappresenta un importante spazio verde per la comunità di Caltanissetta, offrendo un luogo di relax, attività fisica e contatto con la natura.
Il parco è suddiviso in diverse aree:

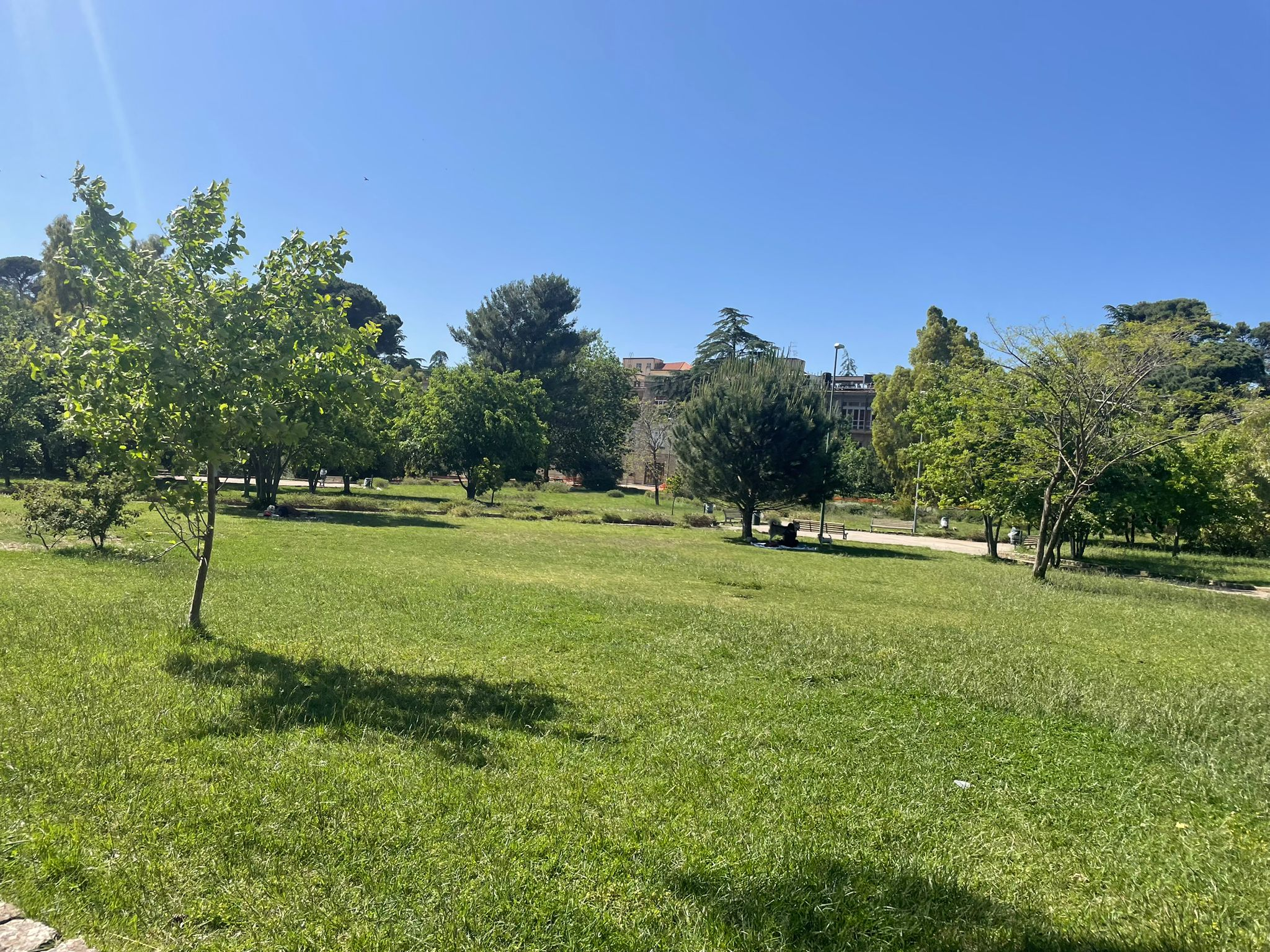
Veduta di una parte della zona a prato inglese

- Zona a prato inglese: Questa parte del parco è caratterizzata da un'ampia distesa erbosa curata, incorniciata da palme, pini marittimi e cipressi che conferiscono all’ambiente un’atmosfera rilassante e mediterranea. La zona è molto frequentata durante la bella stagione da gruppi di amici e famiglie che la scelgono per picnic, momenti di relax, lettura all’aria aperta, oppure per praticare yoga e attività di gruppo. Al centro del prato si trova un piccolo laghetto artificiale, adornato da una fontanella decorativa, che attira anatre e altri uccelli acquatici, rendendo l’area ancora più suggestiva.

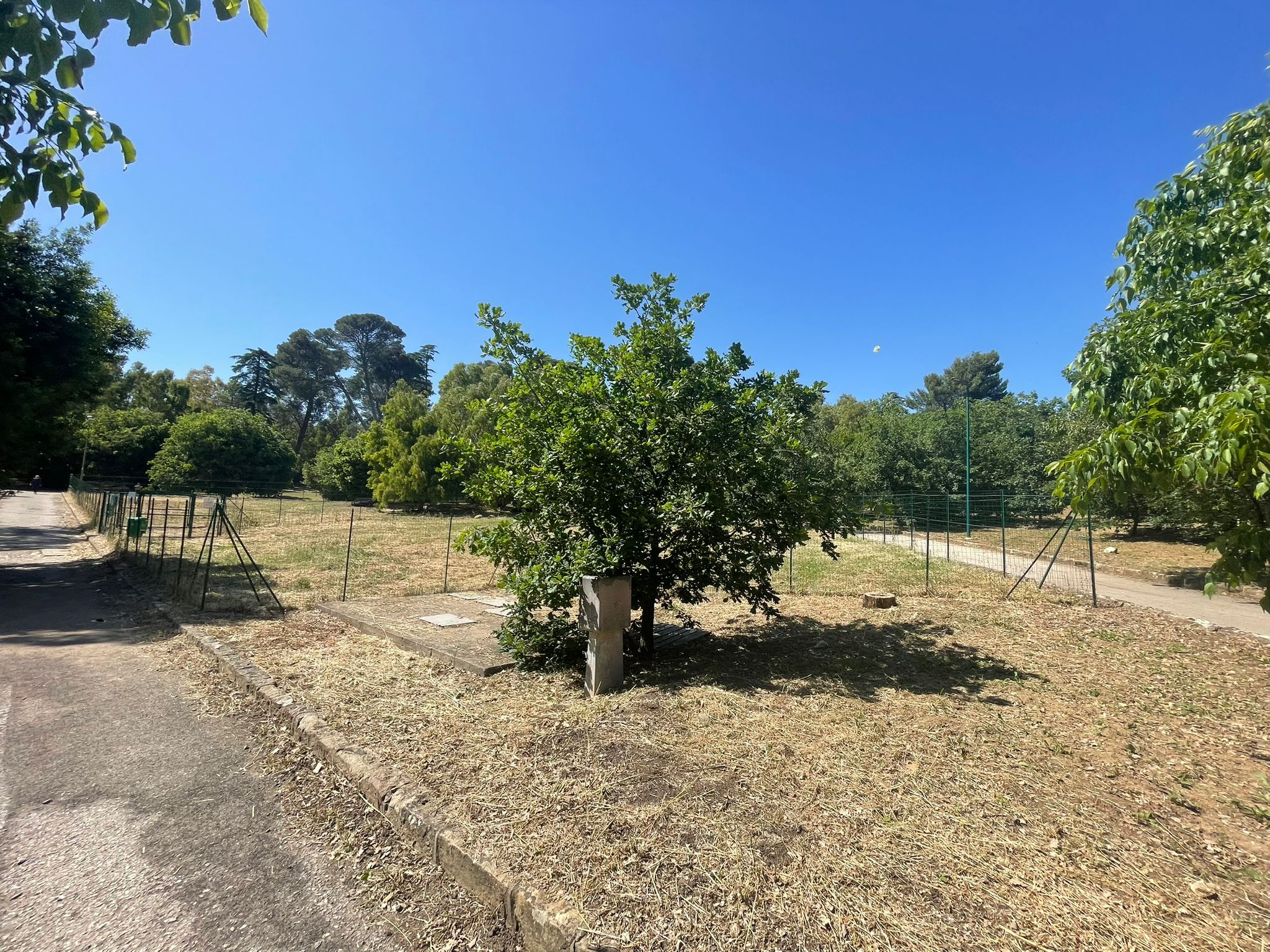
Area dedicata agli animali domestici

- Area sgambamento cani: Pensata per garantire il benessere degli animali domestici, questa zona è completamente recintata e suddivisa in due settori separati, uno per cani di piccola taglia e uno per quelli di taglia più grande. Gli spazi sono attrezzati con panchine per i padroni e percorsi con ostacoli per far giocare e allenare i cani in sicurezza. L'area è molto apprezzata dalla comunità locale e rappresenta anche un punto di socializzazione tra i proprietari.

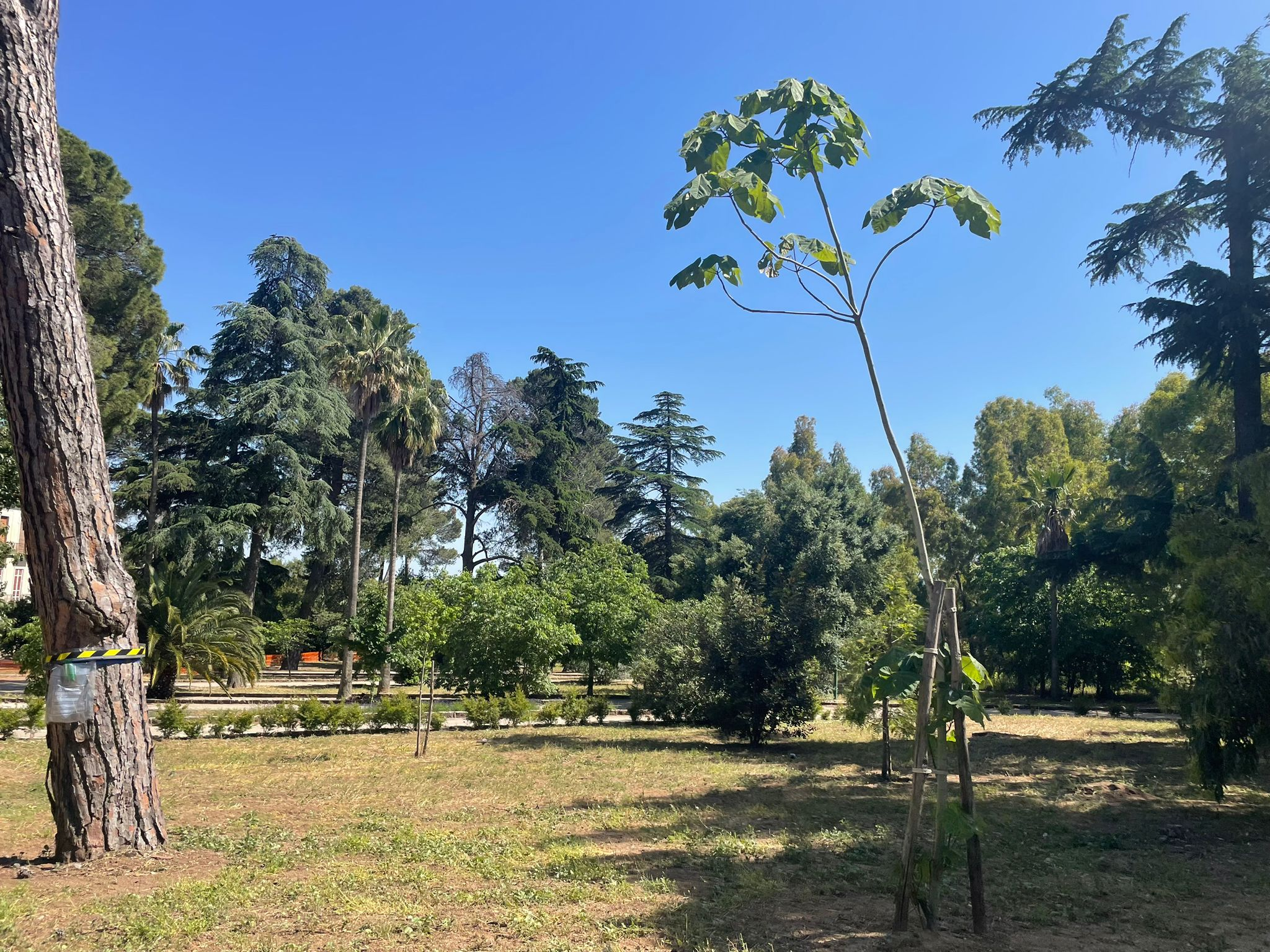
Una parte dell'ampia zona boschiva del Dubini

- Zona boschiva: Si tratta della sezione più ampia e selvaggia del parco, dominata da una fitta vegetazione composta da alberi secolari come pini, allori e cipressi, che creano un ambiente fresco e ombreggiato, ideale per passeggiate tranquille o per immergersi nella natura. I sentieri, ben mantenuti ma dall’aspetto naturale, si snodano tra gli alberi offrendo scorci suggestivi e un habitat ideale per molte specie animali. In primavera, la zona si anima grazie alla presenza di numerosi uccelli migratori: tra i rami è possibile avvistare barbagianni, tortore, coturnici, aironi cenerini, albanelle, passeri e rondini, rendendo l’area un piccolo paradiso per gli amanti del birdwatching. Durante la primavera è possibile ammirare un gigantesco mandorlo nel momento della sua fioritura.

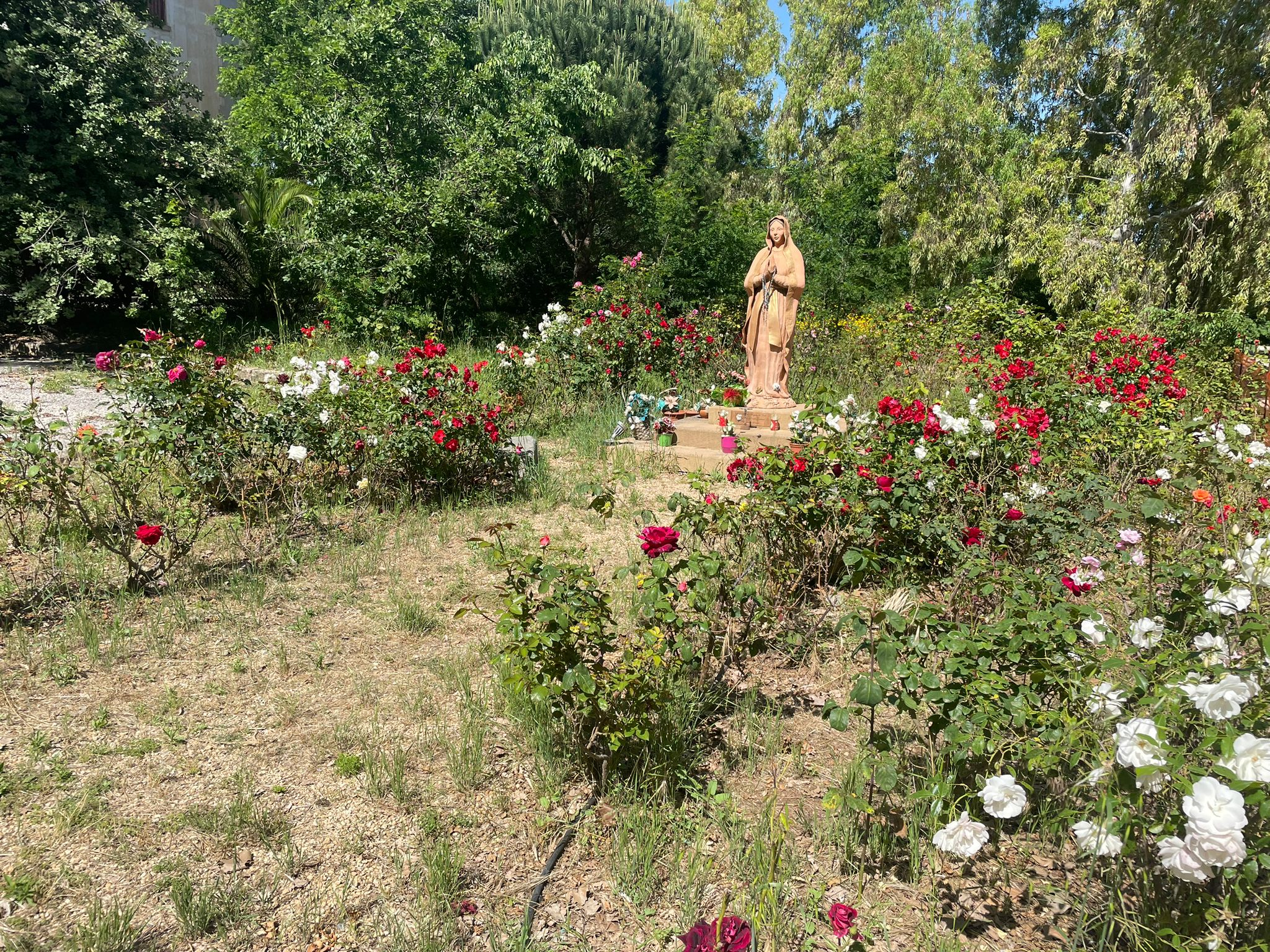
Santuario dedicato alla Madonna

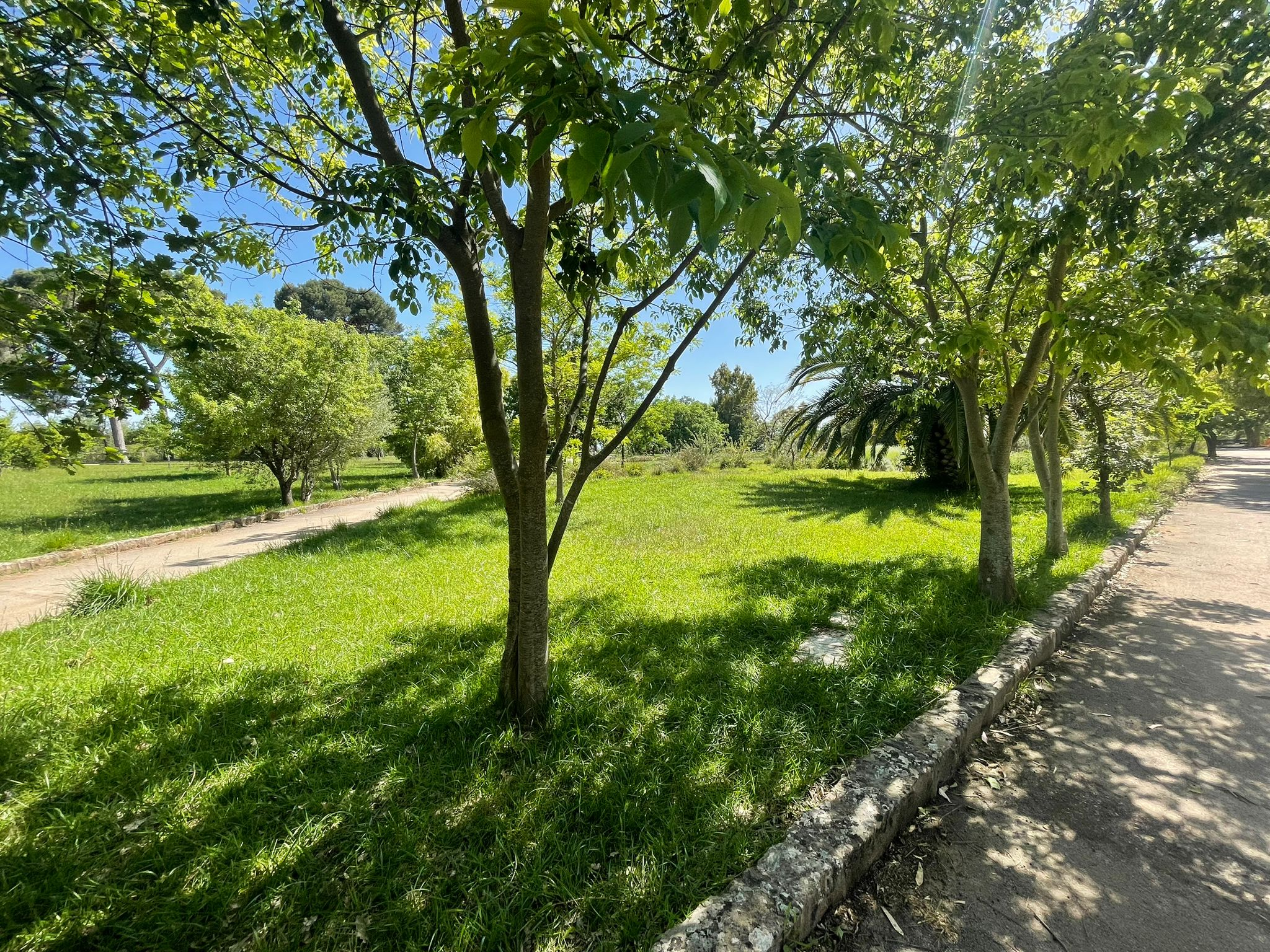
Area lettura del parco, vicino al laghetto

- Santuario e giardino delle essenze: All’interno del parco sorge anche un piccolo santuario dedicato alla Madonna, un luogo raccolto e silenzioso che invita alla riflessione e alla preghiera. Il santuario è circondato da un curato giardino di rose, le cui fioriture colorano l’ambiente nei mesi primaverili ed estivi, creando un’atmosfera di pace e bellezza. Accanto al giardino si estende un piccolo campo di lavanda che nei periodi di fioritura sprigiona un profumo inebriante e attira farfalle, api e altri insetti impollinatori. Quest’area, grazie alla sua armonia tra spiritualità e natura, è molto amata da chi cerca un momento di tranquillità, ed è spesso scelta come location per letture, meditazioni e cerimonie religiose all’aperto.

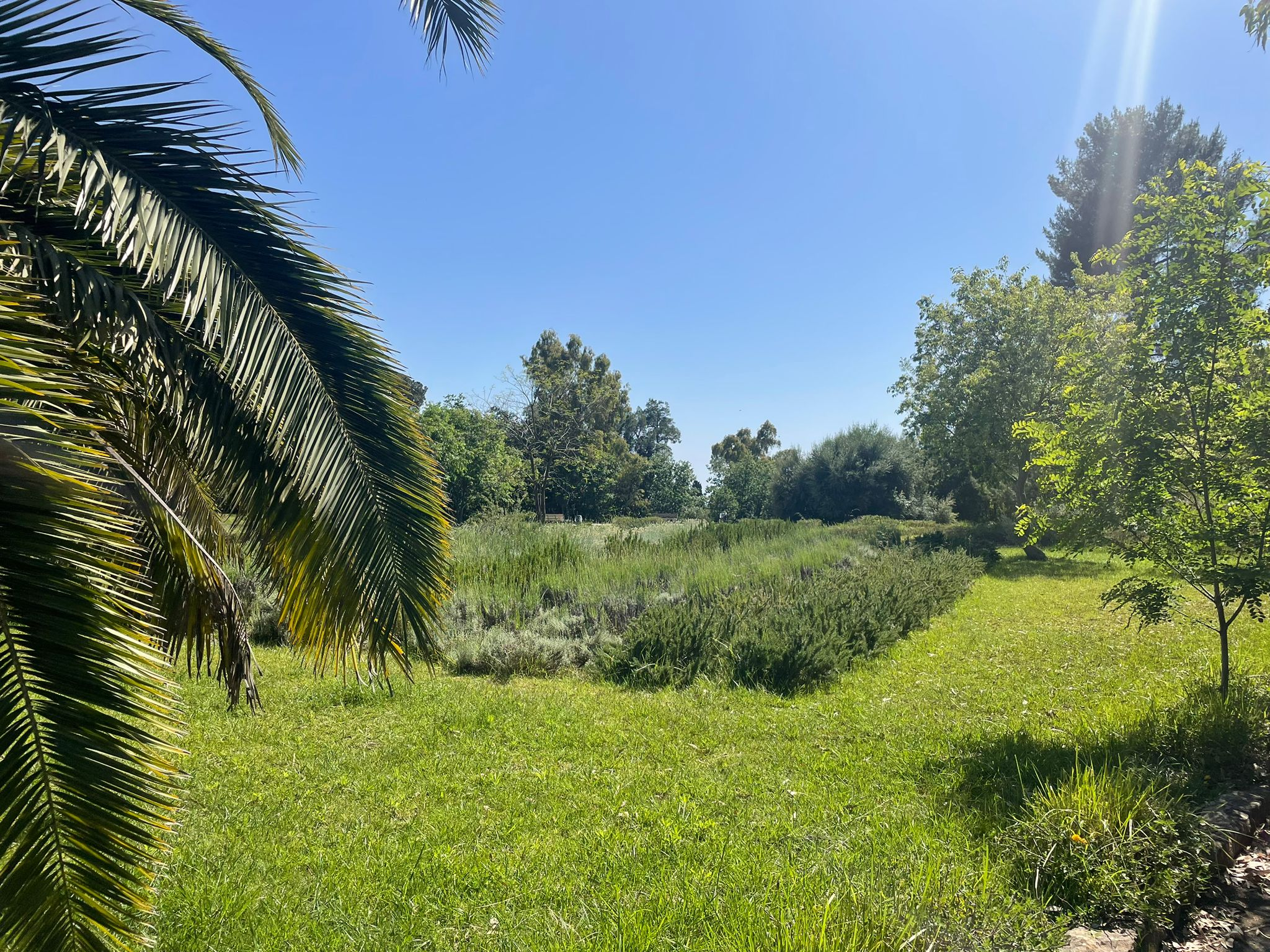
Campo di lavanda

- Zona trekking e percorsi naturalistici esterni: Dal confine sud del parco si dirama un percorso escursionistico segnalato che fuoriesce dalla recinzione e si inoltra nel paesaggio naturale circostante. Questa zona, dedicata al trekking e alla camminata sportiva, si snoda per diversi chilometri lungo sentieri sterrati e stradine immerse nella campagna, offrendo scorci panoramici su colline, oliveti e tratti di vegetazione spontanea. È l’ideale per escursionisti, runner e amanti della natura che desiderano prolungare la loro esperienza oltre i confini del parco. Alcuni tratti del percorso si collegano ad antiche vie rurali e percorsi storici, rendendo l’escursione non solo un’attività fisica ma anche un viaggio alla scoperta del territorio.

Il Parco Dubini non è solo un’oasi naturale nel cuore del contesto urbano, ma è anche un esempio virtuoso di gestione ambientale e partecipazione civica. In passato, l’area ha affrontato un serio problema legato alla presenza della processionaria, un parassita pericoloso per gli alberi e potenzialmente dannoso anche per persone e animali. Tuttavia, grazie a un’importante operazione di bonifica ambientale e disinfestazione mirata, il parco è stato completamente liberato da questa infestazione.

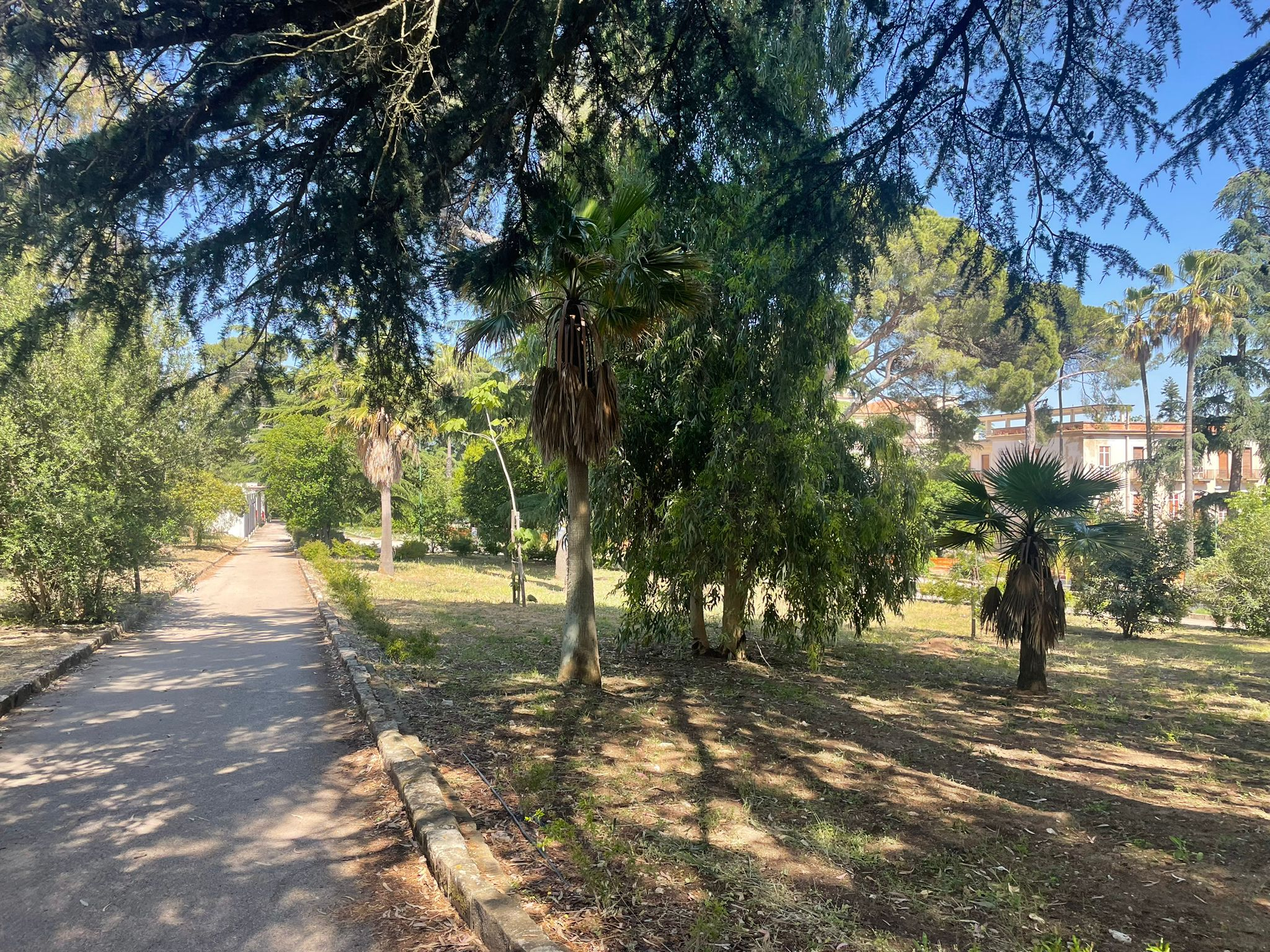
Area nord-ovest del parco con la varietà di flora

Gli interventi sono stati condotti con metodi sostenibili, evitando prodotti chimici aggressivi e puntando invece su trattamenti naturali e preventivi, tra cui l’arricchimento del patrimonio arboreo con essenze vegetali medicinali e repellenti per la processionaria, come il neem e altre varietà aromatiche. Oggi, ogni albero del parco contribuisce attivamente a mantenere l’equilibrio ecologico e a tenere lontani parassiti e insetti nocivi, rendendo l’ambiente sicuro per tutti i visitatori.

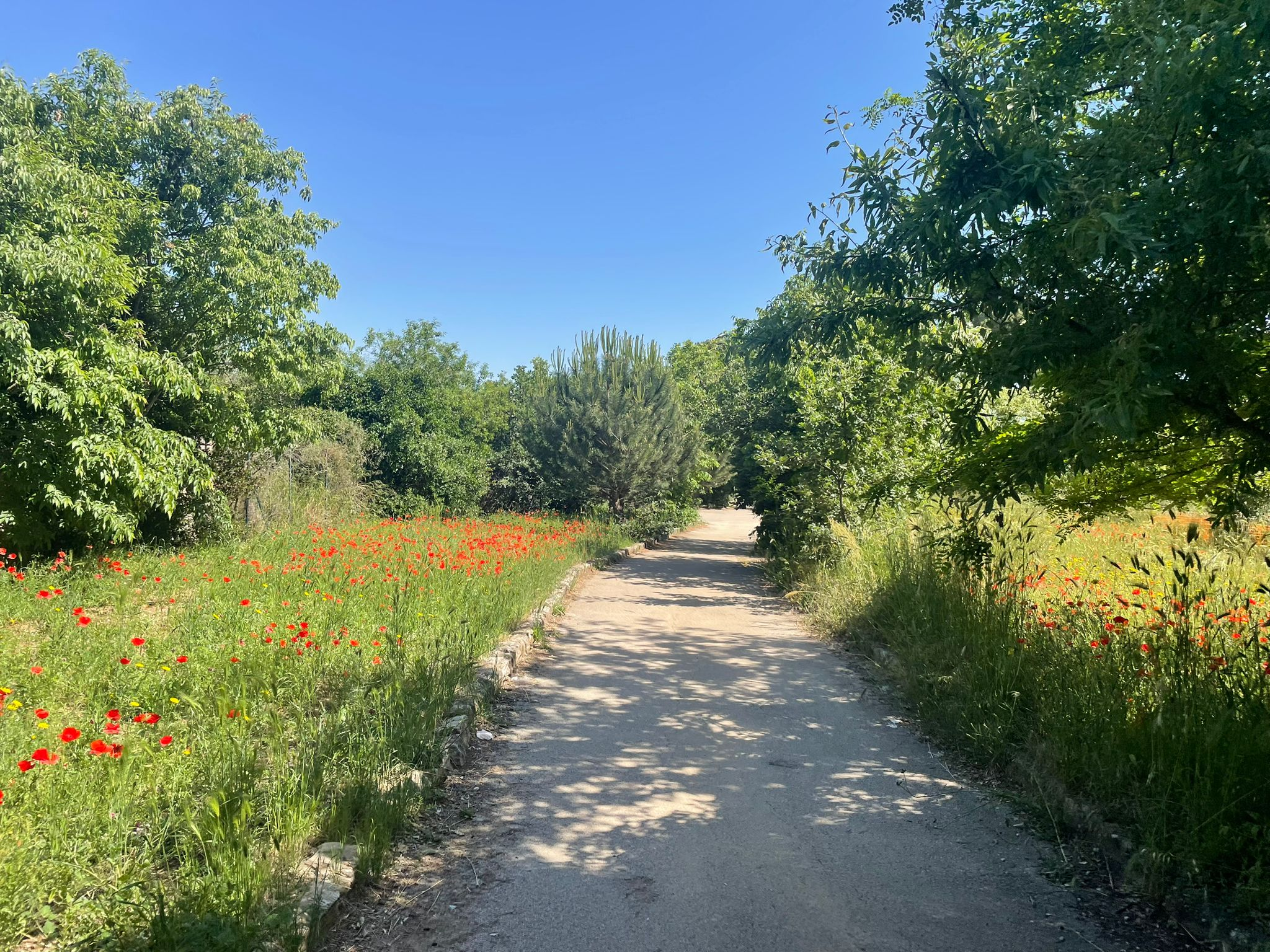
Campi di tulipano che fanno da ali al sentiero principale

A questa attenzione per la salute delle piante e per la tutela della biodiversità si affianca una cura costante della pulizia e dell’ordine, che rende il Parco Dubini un luogo davvero accogliente. Il personale addetto alla manutenzione garantisce una gestione quotidiana puntuale e precisa, ma anche i cittadini stessi giocano un ruolo fondamentale nel rispetto del luogo: l’educazione e il senso civico della comunità locale sono evidenti nella totale assenza di rifiuti abbandonati o comportamenti dannosi.
Il parco è infatti costellato di panchine e cestini per i rifiuti, distribuiti in ogni zona, che permettono a chiunque di godersi una pausa nel verde senza contribuire al degrado dell’ambiente. Le panchine, realizzate in legno e materiali sostenibili, sono posizionate in punti strategici per offrire relax, ombra e silenzio, oppure per godere di scorci panoramici sulle diverse aree del parco.
Inoltre, all’interno dell’area verde è presente un accesso diretto al distretto urbano adiacente, dove è possibile trovare distributori automatici che offrono acqua, bevande rinfrescanti e snack leggeri, ideali per dissetarsi durante una camminata o un pomeriggio all’aperto.

## Eventi e iniziative
Il Parco Dubini ospita regolarmente eventi e iniziative promosse da associazioni locali. Tra queste, la "Passeggiata del Benessere" organizzata dall'UNICEF, che coinvolge studenti e volontari in attività di sensibilizzazione ambientale, giochi didattici e percorsi sensoriali.